# روبرت إم. بلير
روبرت إم. بلير (بالإنجليزية: Robert M. Blair)‏ هو عسكري أمريكي، ولد في 1836 في بيتشام في الولايات المتحدة، وتوفي في 1899 في إنيد في الولايات المتحدة.